# Gryźliny (Stawiguda)
Gryźliny (deutsch Grieslienen) ist ein Dorf in der polnischen Woiwodschaft Ermland-Masuren. Es gehört zur Gmina Stawiguda (Landgemeinde Stabigotten) im Powiat Olsztyński (Kreis Allenstein).

## Geographische Lage
Gryźliny liegt im südlichen Westen der Woiwodschaft Ermland-Masuren, 20 Kilometer südwestlich der Kreisstadt Olsztyn (deutsch Allenstein). Drei Kilometer südöstlich des Dorfes entspringt die Passarge (polnisch Pasłęka) in einer Höhe von 188 Metern und mündet nach 171 Kilometern bei Braniewo (Braunsberg) ins Frische Haff.

## Geschichte

### Ortsgeschichte
Im Jahre 1358 wurde Wesintal – nachher Wiesental, später Grezeling, bis nach 1510 Greseling genannt – gegründet und war bis 1772 ein Kulmisches Zinsdorf im domkapitularen Kammeramt Allenstein.
1785 wurde es als Königliches Bauerndorf im Amt Allenstein, 1820 mit 46 Feuerstellen bei 215 Einwohnern und 1857 mit 408 Einwohnern erwähnt.
Am 7. Mai 1874 wurde Grieslienen Amtsdorf und damit namensgebend für einen Amtsbezirk im Kreis Allenstein innerhalb des Regierungsbezirks Königsberg (1905 bis 1945: Regierungsbezirk Allenstein) in der preußischen Provinz Ostpreußen.
Im Jahre 1905 zählte die Landgemeinde Grieslienen 727 Einwohner, und im Jahre 1910 waren es 792. Die Einwohnerzahl belief sich 1933 auf 933 und 1939 auf 938.
In Kriegsfolge kam Grieslienen 1945 mit dem gesamten südlichen Ostpreußen zu Polen. Das Dorf erhielt die polnische Namensform „Gryźliny“ und ist heute einer Ortschaft im Verbund der Stadt- und Landgemeinde Stawiguda (Stabigotten) im Powiat Olsztyński (Kreis Allenstein), bis 1998 der Woiwodschaft Olsztyn, seither der Woiwodschaft Ermland-Masuren mit Sitz in Olsztyn (Allenstein) zugehörig. Am 29. Oktober 2020 zählte Gryźliny 568 Einwohner.

### Amtsbezirk Grieslienen (1874–1945)
Zum Amtsbezirk Grieslienen gehörten zwischen 1874 und 1945 die Orte:
| Deutscher Name                  | Polnischer Name | Anmerkungen                                                             |
| ------------------------------- | --------------- | ----------------------------------------------------------------------- |
| Grieslienen                     | Gryźliny        |                                                                         |
| Grünau                          | Zielonowo       | nach 1908 nach Honigswalde eingemeindet                                 |
| Honigswalde bis 1908: Mniodowko | Miodówko        |                                                                         |
| (Alt) Stabigotten               | Stawiguda       |                                                                         |
| Wemitten                        | Wymój           |                                                                         |
| ab 1879: Lanskerofen, Forst     | Łańsk           | 1929 nach Ramucker Heide, Anteil Kreis Allenstein, Forst, eingegliedert |

## Kirche

### Römisch-katholisch
Gryźliny ist der Sitz einer römisch-katholischen Pfarrei, der auch das Hospital in Ameryka (Pagelshof) zugehört. Die Pfarrkirche wurde bei Ortsgründung mit fünf Hufen dotiert. Die dem Hl. Laurentius geweihte Kirche wurde im 15. Jahrhundert als Holzbau errichtet. Sie wurde in den Jahren 1573 bis 1580 errichtet und am 17. September 1580 durch den ermländischen Bischof Martin Cromer geweiht. Der Turm aus Holz stammt aus dem 18. Jahrhundert, er ist zweigeschossig und schindelgedeckt. Der Chor und die Sakristei wurden 1933 angebaut. Die Giebel wurden in nachmittelalterlicher Zeit erneuert.
Die Kirche ist ein ungewölbter Saalbau ohne Strebepfeiler. Im Süden befinden sich drei Fenster, die Nordseite
war ursprünglich vielleicht fensterlos. Im Osten befinden sich vier segmentbogige Blenden, von denen die mittlere Blende
beim Anbau des neuen Chors entfernt wurde. Je ein Portal befindet sich im Süden und Westen. Am östlichen Ende der Nord- und Südseite sowie am Ansatz des Westgiebels befinden sich vermauerte Mühlsteine.
Die Innenausstattung ist barock gestaltet. Der Hochaltar stammt aus der Zeit um 1700, die Seitenaltäre wurden um 1730 neu ausgestattet. Die Kanzel wurde um 1730 gefertigt. Noch aus dem 15. Jahrhundert stammen das Tauf- und das Weihwasserbecken.
Bis 1945 waren acht Orte in das Kirchspiel Grieslienen eingepfarrt: Biendarra Mühle (polnisch Biędara), Grieslienen, Grünmühle (Gromel, nicht mehr existent), Honigswalde (bis 1908 Mniodowko, polnisch Miodówko), Stabigotten (Stawiguda), Wemitten (Wymój), Kucharzewo (nur bis 1903) und Plautzig (Pluski).
Die Pfarrgemeinde Gryźliny gehört heute zum Dekanat Olsztynek (Hohenstein i. Ostpr.) im Erzbistum Ermland.

### Evangelisch
Grieslienen war bis 1945 in die evangelische Pfarrkirche Hohenstein (Ostpreußen) in der Kirchenprovinz Ostpreußen der Kirche der Altpreußischen Union eingegliedert. Der Bezug zur Kirchengemeinde dieser Kirche in der nun Olsztynek genannten Stadt ist geblieben. Sie ist heute eine Filialgemeinde der Christus-Erlöser-Kirche Olsztyn in der Diözese Masuren der Evangelisch-Augsburgischen Kirche in Polen.

## Verkehr

### Straße
Gryźliny liegt an der Schnellstraße 51 mit einer eigenen Anschlussstelle im Abschnitt Olsztyn–Olsztynek, bis 1945 ein Teilabschnitt der Reichsstraße 130 von Allenstein nach Danzig. Die Schnellstraße ist noch im Ausbau und soll einmal von der russischen Grenze bei Bezledy (Beisleiden) im Verlauf der jetzigen Landesstraße 51 bis nach Olsztynek führen. Vom Nachbarort Zielonowo (Grünau) führt eine Nebenstraße nach Gryźliny.

### Schiene

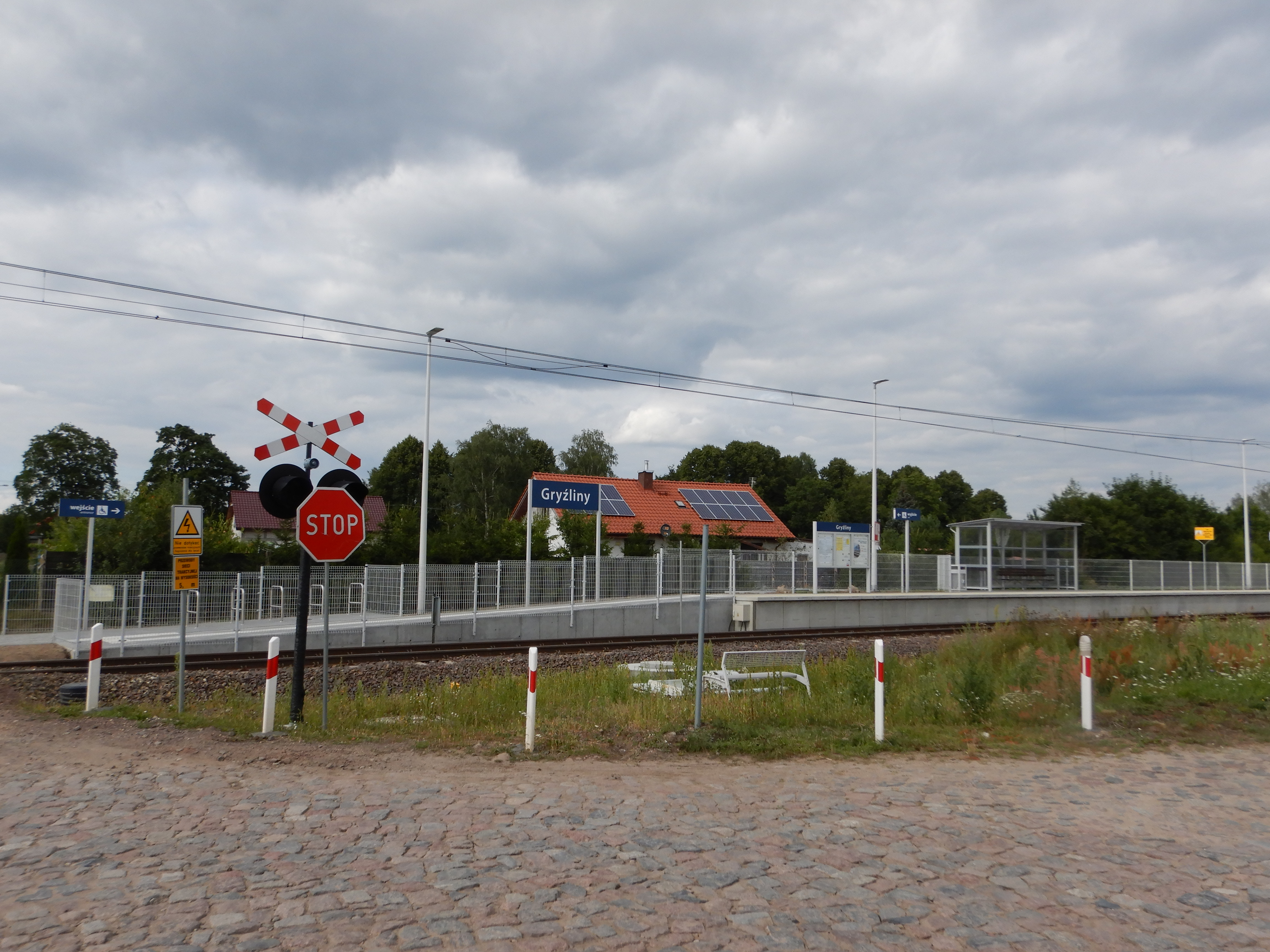
Die Bahnstation Gryźliny

Am 15. November 1887 wurde Grieslienen Bahnstation an der heutigen Linie 216 Działdowo–Olsztyn (deutsch Soldau–Allenstein) der Polnischen Staatsbahn (PKP). Zu Anfang als Bahnhof ausgelegt ist Gryźliny heute lediglich noch ein Haltepunkt (polnisch Przystanek).

### Luft
Der nächste internationale Flughafen ist der Flughafen Danzig. Nicht viel weiter entfernt ist der Flughafen Warschau.

#### Flugplatz Gryźliny
Bei Gryźliny gibt es einen Flugplatz mit einer 800 Meter langen und 60 Meter breiten Graslandebahn. Er war ursprünglich ein Militärflughafen, von dem aus 1939 auch die deutschen Angriffe auf Polen geflogen wurden. Nach 1945 wurde er zunächst nicht genutzt, dann aber reaktiviert und 2007 als offizieller Landeplatz anerkannt. Im Oktober 2019 wurde hier ein Luftrettungsstützpunkt eröffnet. Der Rettungsdienst bedient von hier aus fast die gesamt Woiwodschaft, ist nach modernsten Standards eingerichtet und somit fähig, innerhalb von drei Minuten startklar zu sein.

## Persönlichkeiten

### Aus dem Ort gebürtig
- Jan Baczewski (1890–1958), deutsch-polnischer Funktionär des Bundes der Polen in Deutschland, preußischer Abgeordneter